# Mlynické Solisko
Mlynické Solisko (polsky Młynickie Solisko, německy Südostgipfel des Csorbaer Solisko, maďarsky Csorbai Szoliszkó délkeleti orma) je horský štít na jihovýchodním konci Soliskového hřebene mezi Nízkou lávkou (Štrbským Soliskom) a Zadním Soliskovým sedlem (Soliskovým hrbem) ve Vysokých Tatrách. Z pohledu od jihovýchodu po levé straně je Furkotská dolina a po pravé Mlynická dolina.

## Prvovýstup
Vrchol štítu je snadno dostupný. Pravděpodobně vrchol navštívili kartografové a turisté již mnohem dříve než je písemně doložený první výstup.
- V létě: Günther Oskar Dyhrenfurth a Hermann Rumpelt 3. června 1906
- V zimě: Julius Andreas Hefty a Lajos Rokfalusy 25. března 1913[1]

## Turistika
Na vrchol nevede turistická stezka. Výstup je možný jen s horským vůdcem.